# ميناء قابس
ميناء قابس هو ميناء تجاري حكومي يقع في مدينة قابس التونسية. أسس سنة 1979 ووسع سنة 1984. وهو مينـاء متخصص في مناولة المواد الكيميائية.

## وصلات خارجية
- ديوان البحرية التجارية والمواني
- دليل ديوان البحرية التجارية والموانئ على موقع اتحاد الموانئ البحرية العربية